# 柔佛美术馆
柔佛美术馆位于马来西亚柔佛州新山市的一个艺术馆。

## 历史
美术馆建筑始建于1910年。该建筑立即成为日占马来亚时期日本帝国军事基地。该建筑曾经是柔佛州首席部长阿卜杜拉嘉化的官邸。此后，柔佛州政府决定通过将其改建为美术馆来保存该建筑物，因此柔佛州务大臣慕尤丁于1994年1月29日成立了柔佛美术馆。在2000–2003年，它因翻修而关闭，之后由州务大臣阿都干尼·奥斯曼于2003年5月6日重新开放。

## 建筑

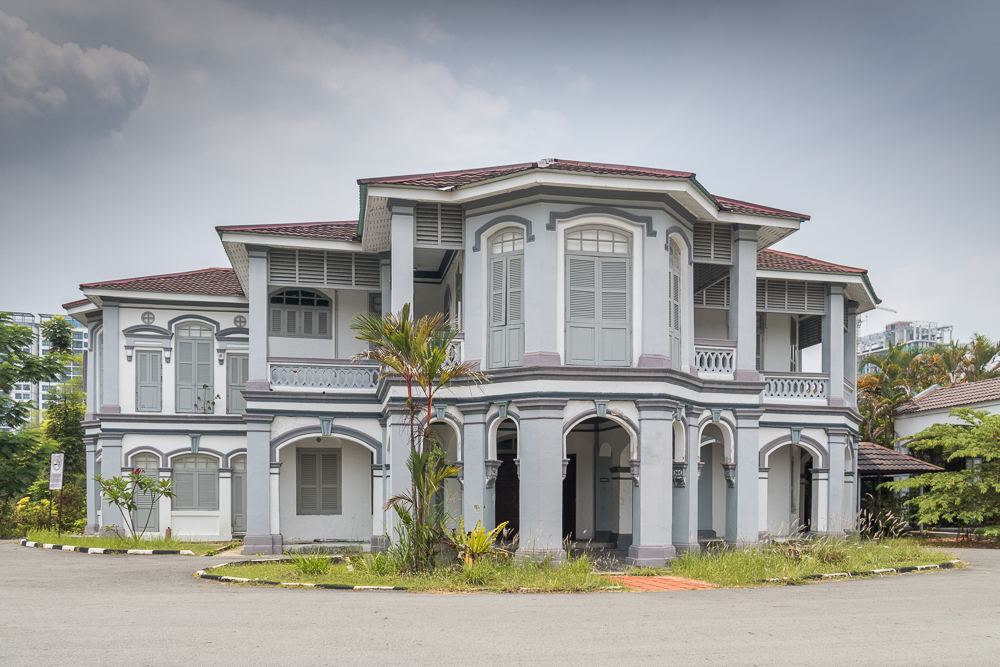
柔佛美术馆前方

美术馆是一座2层楼的建筑，坐落在一座绿色小山顶上。

## 展览
1994年开业时，该画廊曾经用来展示有关柔佛艺术文化的历史文物。2003年重新开放后，它成为艺术和文化中心。展览区分为永久展览区和临时展览区。除了临时展览，美术馆还定期举办各种比赛。

## 营业时间
美术馆每天（周五除外）从上午9:00开放到下午4:30。进门票免费。